# Densidade de portadores de carga
A densidade de portadores de cargas denota o número de portadores de carga por volume. É medida em m-3. Como todo tipo de densidade, ela depende da sua posição.
A densidade de portador de carga é uma densidade de partícula, então integrando-a sobre um volume {\displaystyle V} obtemos o número de portadores de cargas nesse volume {\displaystyle N} nesse volume.
{\displaystyle N=\int _{V}n(\mathbf {r} )\,\mathrm {d} V}.
onde
{\displaystyle n(\mathbf {r} )} is the position-dependent charge carrier density.
Se a densidade não depende da posição, isto é, é igual a uma constante {\displaystyle n_{0}}, a equação resume-se a
{\displaystyle N=V\cdot n_{0}}.
A densidade de portadores de cargas aparece nas equações relativas a condutividade elétrica e relacionado a fenômenos como a condutividade térmica.